# Bensoin

Strukturformel.

Bensoin eller bittermandeloljekamfer är en kolförening bestående av färglösa kristaller med kemisk formel C6H5CH(OH)C(O)C6H5.
Bensoin har en smältpunkt vid 134–136 °C. Det är lösligt i alkohol och eter. Det verkar antiseptiskt och användes tidigare i utvärtes form i salvor vid behandling av ytliga infektioner.